# Pfarrhaus (Winzer)

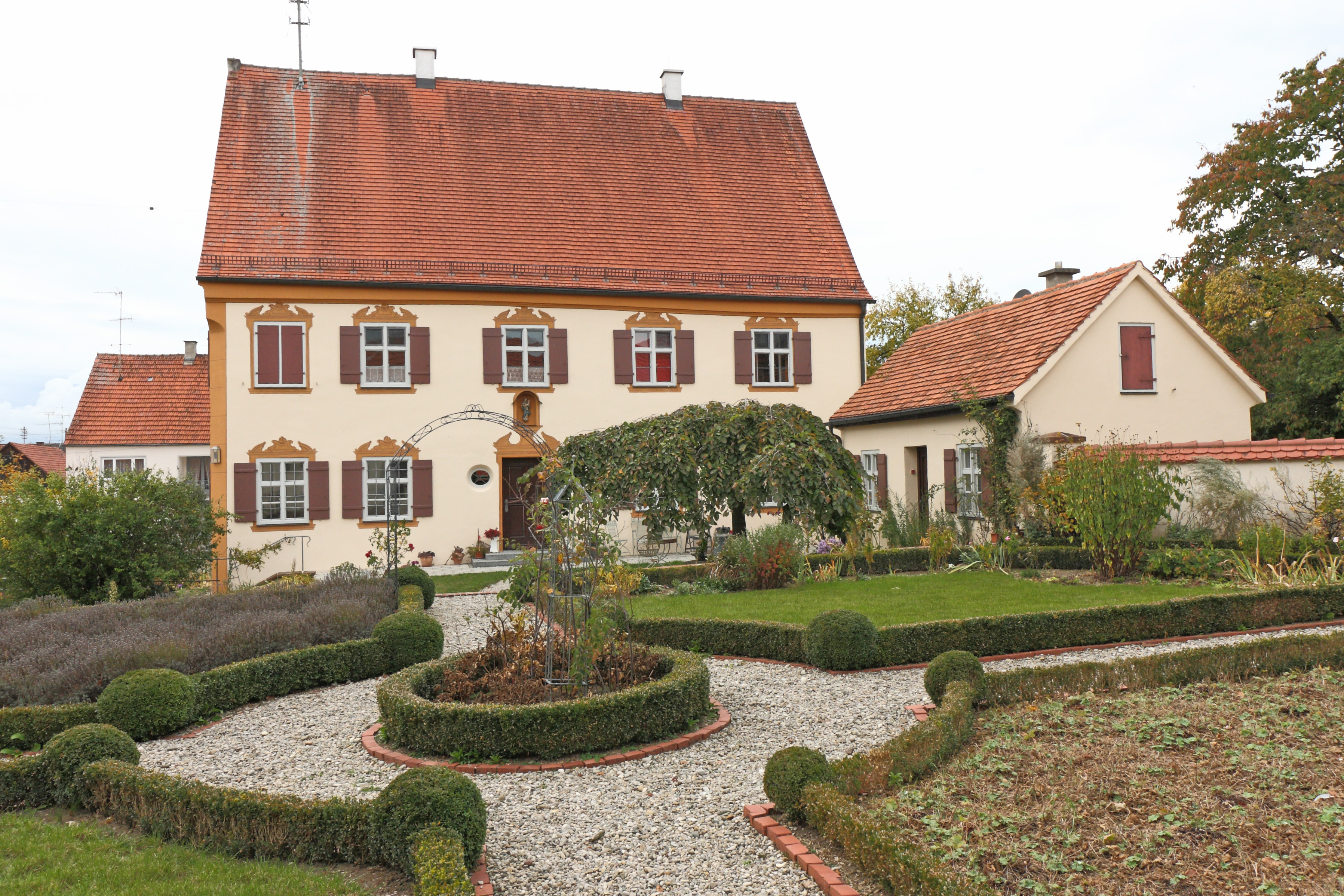
Pfarrhaus in Winzer, Gartenseite

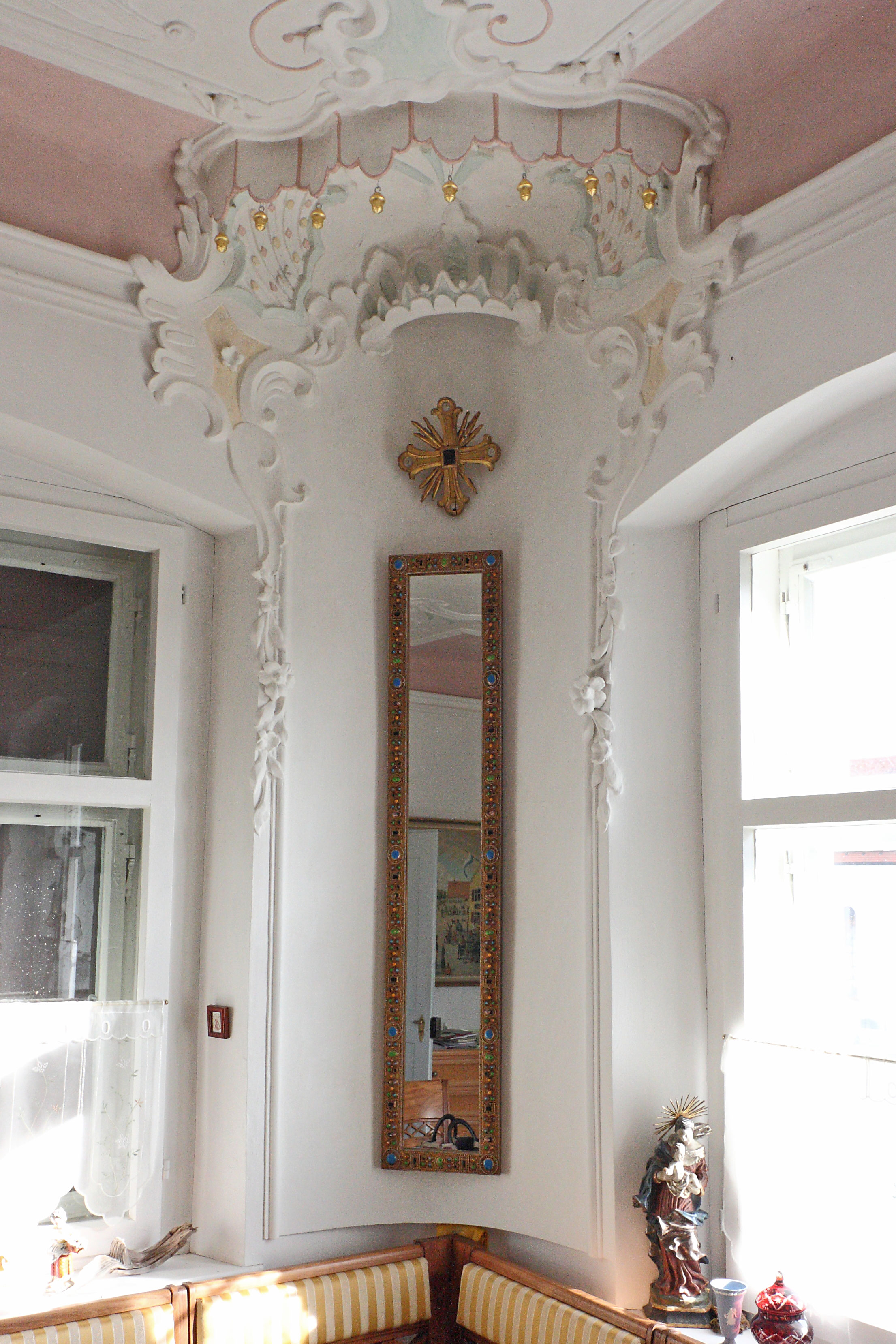
Stuckbaldachin im Herrgottswinkel

Das Pfarrhaus in Winzer, einem Gemeindeteil von Aletshausen im Landkreis Günzburg im bayerischen Regierungsbezirk Schwaben, wurde unter dem Pfarrer und Kämmerer Franz Xaver Freiherr von Handl 1730/31 errichtet. Das barocke Pfarrhaus an der Hauptstraße 35 ist ein geschütztes Baudenkmal. Das Gebäude wurde von 1997 bis 1999 umfassend renoviert.

## Architektur
Der zweigeschossige Bau mit Satteldach wurde 1747 unter Einbeziehung zweier Vorgänger aus dem späten 17. Jahrhundert und von 1730/31 erweitert. Das Pfarrhaus mit vier zu fünf Fensterachsen besitzt eine Architekturgliederung in Ritztechnik. 
Das Gartenhaus stammt wohl aus dem zweiten Viertel des 19. Jahrhunderts, der quadratische Gartenpavillon vermutlich aus dem zweiten Viertel des 18. Jahrhunderts.
In der Pfarrgartenmauer befindet sich ein spätmittelalterliches Steinkreuz.

## Ausstattung
Fast alle Räume verfügen über profilierte Stuckrahmendecken über einer Kehling. Das prächtige Zimmer im ersten Obergeschoss besitzt eine mit Bandelwerk geschmückte Spiegeldecke und einen Baldachin mit Lambrequins im Herrgottswinkel. Die barocken Fenster sind nahezu vollständig erhalten. 